# Перегудова, Зинаида Ивановна
Зинаи́да Ива́новна Перегу́дова (род. 21 апреля 1934, с. Кузьминское Рязанской области) — российский историк-архивист. Доктор исторических наук (2000), главный специалист Государственного архива Российской Федерации. Заслуженный работник культуры РСФСР (1991).

## Биография
Родилась в с. Кузьминское Рыбновского района Рязанской обл., в семье рабочего. Окончив школу в Замоскворечье (1952), поступила на исторический факультет МГУ. После окончания в 1957 г. университета (окончила кафедру истории южных и западных славян и специализировалась по Болгарии и Сербии), доныне связала свою жизнь с ГА РФ (до 1994 г. — ЦГАОР СССР, до 1962 г. — ЦГИАМ), где прошла путь от младшего научного сотрудника до руководителя отдела фондов по истории революционного движения ХIХ — нач. XX в., затем главный специалист ГА РФ. В 1988 г. защитила кандидатскую диссертацию «Департамент полиции в борьбе с революционным движением (годы реакции и нового революционного подъёма)». Итогом многолетнего труда стала книга «Политический сыск России 1880—1917 гг.», вышедшая в 2000 г. и защищённая затем в качестве докторской диссертации (второе, переработанное и дополненное издание — 2013 г.). Участница российских и международных (Париж, Нью-Йорк, Варшава) конференций. Вспоминала, что её становлению как ученого «много помогло общение с Петром Андреевичем Зайончковским», её научным руководителем был его ученик Николай Петрович Ерошкин, также влияние на неё оказал ученик последнего Александр Давидович Степанский.
Первая работа — «Строго законспирированы» (М., 1985). Автор работ о З. И. Землячке, К. И. Николаевой и Н. Ф. Агаджановой.
Написала в соавторстве с И. П. Лейберовым документальную повесть «Подвиг Нунэ», дополненная и переизданная в 1985 г. — отмечена премией и дипломом как одна из лучших книг сотрудников отечественных архивов.
Автор более 250 работ, в частности научных монографий, популярных изданий, глав в коллективных трудах, статей в сборниках, газетах и энциклопедиях. Также известна как составитель, автор предисловий и комментариев крупных архивных публикаций. Основные труды: Несостоявшаяся реформа полиции. По материалам Комиссии сенатора Макарова. М.: ГИЦ МВД СССР, 1992; Политический сыск России (1880—1917). М.: РОССПЭН, 2000; (Ред.:) Охранка. Воспоминания руководителей политического сыска. 2 тт. М.: НЛО, 2004.